# Богдановский (Архангельская область)
Богдановский — поселок в Устьянском районе Архангельской области.

## География
Находится в южной части Архангельской области на расстоянии приблизительно 37 км на северо-восток по прямой от административного центра района поселка Октябрьский на правом берегу реки Устья.

## История
Поселок появился в конце 1920-х годов сначала как лагпункт, как поселок числится с 1940-х годов. С 1940 по 2006 год здесь действовал Студенецкий лесопункт Устьянского леспромхоза. До 2022 года входил в Березницкое сельское поселение до его упразднения.

## Население
Численность населения: 402 человека (русские 99 %) в 2002 году, 307 в 2010.